# Łaszt
Łaszt – dawna jednostka miary objętości dla towarów sypkich, głównie zboża, stosowana od XIV do XIX wieku w portach nadbałtyckich. Liczyła 3000-3840 litrów (dm3). Łaszt dzielił się na 30 korców lub 60 szefli.